# Saint-Bonnet-le-Chastel
Saint-Bonnet-le-Chastel település Franciaországban, Puy-de-Dôme megyében. Lakosainak száma 205 fő (2022. január 1.). Saint-Bonnet-le-Chastel Novacelles, Arlanc, Chambon-sur-Dolore, Marsac-en-Livradois, Saint-Bonnet-le-Bourg és Saint-Germain-l’Herm községekkel határos.

## Népesség
A település népessége az elmúlt években az alábbi módon változott:
| Lakosok száma | 215  | 207  | 216  | 208  | 209  | 205  | 204  | 200  | 205  |
|               | 2013 | 2015 | 2016 | 2017 | 2018 | 2019 | 2020 | 2021 | 2022 |